# Cislău
Cislău è un comune della Romania di 5 131 abitanti, ubicato nel distretto di Buzău, nella regione storica della Muntenia.
Il comune è formato dall'unione di 5 villaggi: Bărăști, Buda Crăciunești, Cislău, Gura Bâscei, Scărișoara.